# Punch Imlach

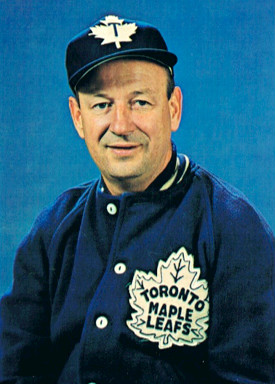
Punch Imlach på mitten av 1960-talet.

George "Punch" Imlach, född 15 mars 1918 i Toronto, Ontario, död 1 december 1987, var en kanadensisk ishockeytränare och general manager. "Punch" Imlach tränade Toronto Maple Leafs från 1958 till 1969 samt under tio matcher säsongen 1979–80. Från 1970 till 1972 var han tränare i Buffalo Sabres.
"Punch" Imlach är medlem av Hockey Hall of Fame.